# Summer of '69
Summer of '69 е песен, записана от канадския музикант Брайън Адамс за неговия четвърти студиен аблум Reckless (1985). Песента е написана от Брайън Адамс и неговия дългогодишен сътрудник в създаването на песни Джим Валънс с продуценти Боб Клиърмаунтин и Адамс и се отнася за това дали човек трябва да се опита да стане рок зведа, или не. Summer of '69 е издадена от „Ей Ем Рекърдс“ като четвърти сингъл от Reckless и се описва като рок песен с високо темпо. Според по-късни твърдения на Брайън Адамс заглавието е препратка към секс позата 69, а не към годината, но Джим Валънс оспорва това.
Издаденият сингъл включва на обратната си страна две други песни: Kids Wanna Rock и The Best Was Yet to Come, които преди това са издадени съответно в албумите Reckless и Cuts Like a Knife. Summer of '69 получава предимно положителни отзиви от музикалните критици. Музикалното видео към песента, заснето от Стив Барън, включва Адамс и неговата група в различни ситуации, включително бягство от полицията. Сингълът постига успех в музикалните класации в международен план, като най-високите позции са №4 в Нидерландия и №5 „Билборд Хот 100“ в САЩ. Сред песните, записани от канадски изпълнители, това е най-стриймваната и най-дигитално закупуваната песен в Канада сред песните, първоначално издадени преди началото на ерата на цифровото потребление на музика (приблизително 2005 г.). Това е и най-пусканата песен по канадското радио сред песни на канадски изпълнители, първоначално издадени преди 1990 г.

## Списък с песните
1. Summer of '69 (Брайън Адамс и Джим Валънс) – 3:36
2. Kids Wanna Rock (Брайън Адамс и Джим Валънс) – 2:35
3. The Best Was Yet to Come (Брайън Адамс и Джим Валънс) – 2:52

## Музиканти
- Брайън Адамс – основни вокали, ритъм китари
- Кийт Скот – основна китара, задни вокали
- Дейв Тейлър – бас
- Пат Стюард – барабани
- Томи Мандел – Хамонд орган и електронни клавиши